# 沃伊蒂內爾鄉
47°53′N 25°46′E / 47.883°N 25.767°E
沃伊蒂內爾鄉（羅馬尼亞語：Comuna Voitinel, Suceava），是羅馬尼亞的鄉份，位於該國東北部，由蘇恰瓦縣負責管轄，面積24平方公里，海拔高度440米，2002年人口3,968，人口密度每平方公里165人。